# Klampenborg
Klampenborg – miasto położone w północnej części regionu stołecznego Kopenhagi (dawniej Okręg Kopenhaga, duń. Københavns Amt). Znajduje się przy Øresund między Taarbæk i Skovshoved i jest częścią Gminy Gentofte (duń. Gentofte Kommune).